# 57.º Prêmio Jabuti
O 57º Prêmio Jabuti foi realizado em 2015, premiando obras literárias referentes a lançamentos de 2014.

## Prêmios
Os premiados foram:
| Categoria                                   | Obra | Autor | Editora                                                    | Ref         |
| Livro do Ano Ficção                         | Quarenta dias | Maria Valéria Rezende                                                                                             | Alfaguara                                                  | [ 2 ] [ 1 ] |
| Livro do Ano Não Ficção                     | A casa da vovó - uma biografia de Doi-Codi                                                                                        | Marcelo Godoy | Alameda                                                    |             |
| Capa                                        | Freud e a Narrativa Paranoica: Schreber                                                                                           | Carolina Aires Sucheuski                                                                                          | Editora da Universidade de São Paulo                       |             |
| Ilustração                                  | Claudius | Claudius Ceccon                                                                                                   | Editora SESI – SP                                          |             |
| Ilustração de livro infantil e juvenil      | A Força da Palmeira | Anabella López | Pallas Míni                                                |             |
| Arquitetura e urbanismo                     | Diálogo com Cartas | Jocy de Oliveira                                                                                                  | Editora SESI – SP                                          |             |
| Artes e fotografia                          | Cenografia brasileira: Notas de um Cenógrafo                                                                                      | José Carlos Serroni                                                                                               | Edições Sesc SP                                            |             |
| Biografia                                   | Luís Carlos Prestes – Um Revolucionário Entre Dois Mundos                                                                         | Daniel Aarão Reis                                                                                                 | Companhia das Letras                                       |             |
| Ciências Exatas, tecnologia e informática   | Estrutura Atômica, Ligações e Estereoquímica                                                                                      | Henrique Eisi Toma                                                                                                | Editora Edgard Blucher                                     |             |
| Ciências Humanas                            | O Brasil Colonial | João Fragoso; Maria de Fátima Gouvêa                                                                              | Civilização Brasileira                                     |             |
| Ciências Naturais                           | Livro Vermelho da Flora do Brasil                                                                                                 | Gustavo Martinelli e Miguel Avila Moraes                                                                          | Andrea Jakobsson Estúdio Editorial                         |             |
| Ciências da Saúde                           | Tratado de Neuropsiquiatria Neurologia Cognitiva e do Comportamento e Neuropsicologia                                             | Leonardo Caixeta                                                                                                  | Editora Atheneu                                            |             |
| Comunicação                                 | Gestão dos Jornais Brasileiros na Internet: Um Estudo Sobre os Fatores de Aceitação, Impactos e Oportunidades no Ambiente Digital | Renato Fonseca Alves de Andrade                                                                                   | Editora SESI – SP                                          |             |
| Contos e crônicas                           | Sem Vista para o Mar. Contos de Fuga.                                                                                             | Carol Rodrigues                                                                                                   | Editora Edith                                              |             |
| Didático e paradidático                     | Arte é Infância | Vivian Caroline Lopes                                                                                             | Ciranda Cultural                                           |             |
| Direito                                     | Direitos Fundamentais das Pessoas em Situação de Rua                                                                              | Ada Pellegrini Grinover, Gregório Assagra de Almeida, Miracy Gustin, Paulo Cesar Vicente de Lima, Rodrigo Iennaco | Editora D’Plácido                                          |             |
| Economia, administração e negócios          | Estranhas Catedrais. As Empreiteiras Brasileiras e a Ditadura Civil-militar. 1964-1988                                            | Pedro Henrique Pedreira Campos                                                                                    | EDUFF – Editora da Universidade Federal Fluminense         |             |
| Educação                                    | Práticas da Interdisciplinaridade no Ensino e Pesquisa                                                                            | Arlindo Philippi Jr e Valdir Fernandes                                                                            | Editora Manole                                             |             |
| Gastronomia                                 | Gente do Mar – Vida e Gastronomia dos Pescadores Brasileiros                                                                      | Ricardo Maranhão                                                                                                  | Editora Terceiro Nome                                      |             |
| Livro infantil                              | A História Verdadeira do Sapo Luiz                                                                                                | Luiz Ruffato | Editora DSOP                                               |             |
| Livro juvenil                               | A Linha Negra | Mario Teixeira | Scipione                                                   |             |
| Poesia                                      | Corpo de Festim | Alexandre Guarnieri                                                                                               | Confraria do Vento                                         |             |
| Psicologia e psicanálise                    | O Tronco e os Ramos – Estudos de História da Psicanálise                                                                          | Renato Mezan | Companhia das Letras                                       |             |
| Reportagem                                  | A Casa da Vovó – Uma Biografia do Doi – Codi (1969-1991), o Centro de Sequestro, Tortura e Morte da Ditadura Militar              | Marcelo Godoy | Alameda                                                    |             |
| Romance                                     | Quarenta Dias | Maria Valéria Rezende                                                                                             | Alfaguara                                                  |             |
| Teoria / Crítica literária                  | Do Mito das Musas à Razão das Letras: Textos Seminais para os Estudos Literários (século VIII A.C. – Século XVIII)                | Roberto Acízelo de Souza                                                                                          | Argos Editora da Unochapecó                                |             |
| Projeto gráfico                             | Livro dos Ex-libris | Ana Luisa Escorel; Ouro Sobre Azul                                                                                | Imprensa Oficial do Estado e Academia Brasileira de Letras |             |
| Tradução                                    | Spinoza Obra Completa – Vols. 1 a 4                                                                                               | J. Guinsburg, Newton Cunha e Roberto Romano                                                                       | Editora Perspectiva                                        |             |
| Tradução de Obra Literária Inglês-Português | Vênus e Adônis | Alípio Correia de Franca Neto                                                                                     | Leya                                                       |             |